# Santa Cruz Pachón
Santa Cruz Pachón es una localidad del municipio de Motul en el estado de Yucatán localizado en el sureste de México.

## Toponimia
El nombre (Santa Cruz Pachón) hace referencia a la Vera Cruz y Pachón es un apellido.

## Hechos históricos
- En 1950 cambió su nombre de Santa Cruz a Santa Cruz Pachón.

## Demografía
Según el censo de 2005 realizado por el INEGI, la población de la localidad era de 369 habitantes, de los cuales 179 eran hombres y 190 eran mujeres.
| 88                          | 236 | 137 | 103 | 93 | 103 | 116 | 107 | 107 | 133 | 182 | 204 | 369 |
| (Fuente: INEGI [Consultar]) |     |     |     |    |     |     |     |     |     |     |     |     |